# Vyslovení nedůvěry
Vyslovení nedůvěry vládě je akt, který používá parlament k odstavení vlády od moci. Při kladném výsledku hlasování vláda podává demisi. Parlament tak může učinit například kvůli nedostatečné akceschopnosti vlády nebo kvůli vládním korupčním aférám.

## Tři typy vyslovení nedůvěry
Demokratické státy nejčastěji využívají jeden ze tří typů vyslovení nedůvěry.

### Konstruktivní vyslovení nedůvěry
Pokud dojde k iniciaci hlasování o nedůvěře vlády, musí opozice zároveň předložit návrh na nového premiéra, kterého při následném hlasování o nedůvěře vlády zvolí jakožto následníka. Cílem využití konstruktivního vyslovení nedůvěry je snaha předejít případným vládním krizím. Návrh na upravení ústavy a zavedení tohoto typu vyslovování nedůvěry se v Česku pokusila vláda Petra Nečase v roce 2012. Stále tento typ hlasování využívá například Německo, Polsko, Španělsko, atd. Viz Konstruktivní vyslovení nedůvěry

### Vyslovení nedůvěry absolutní většinou
V tomto případě je při vyslovení nedůvěry potřeba, aby pro hlasovala většina všech poslanců. V současné době se tento typ používá v Česku, na Slovensku a ve Francii

### Vyslovení nedůvěry prostou většinou
K vyslovení nedůvěry tímto způsobem stačí podpora většiny poslanců, kteří jsou na hlasování přítomni. Systém prosté většiny můžeme najít ve Velké Británii, dále v Dánsku nebo v Itálii

## V různých státech
Kontrolní mechanismus vyslovení důvěry lze najít ve většině demokratických státních zřízení.

### Česko
Jelikož zde je vláda odpovědná Poslanecké sněmovně, podle čl. 68 Ústavy ČR, je to tedy pouze dolní komora parlamentu, která může iniciovat hlasování o nedůvěře vlády. K vyvolání hlasování je potřeba podpora alespoň 50 poslanců, kteří k tomu podají příslušný návrh. Za předpokladu, že je tato podmínka splněna, dojde k samotnému hlasování. Pro úspěšné hlasování o nedůvěře vládě je nutné, aby nadpoloviční většina všech poslanců (absolutní většina) vyslovila svůj souhlas. V případě úspěšného hlasování je vláda nucena podat demisi.
V českém prostředí byla vyvinuta snaha o vyslovení nedůvěry v každém volebním období po roce 2000, nicméně úspěšná byla pouze jedenkrát, a to v roce 2009.

### Velká Británie[2]
Kvůli nepsané ústavě a politickému systému založenému na zvykovém právu je obtížné přesně stanovit podmínky pro vyslovení nedůvěry vládě. Členové opozice v dolní komoře parlamentu “vyslovují nedůvěru” různými vládními kroky, ale k samotnému aktu vyslovení dochází i jinými prostředky než prostým hlasováním většiny přítomných o nedůvěře. Může se jednat například o neschopnost prosadit zákon o státním rozpočtu nebo o zásadní zákony, jejichž schválení vláda, v případě zvolení, slibovala v předvolební kampani. Pokud k vyslovení nedůvěry skutečně dojde, dolní komora parlamentu- sněmovna (House of Commons) je rozpuštěna a vypisují se nové volby. Naposledy se tak stalo v roce 1979, kdy byla labouristické vládě Jamese Callaghana vyslovena nedůvěra o jediný hlas, 310 proti a 311 pro. Následně se postu ministerského předsedy ujala Margaret Thatcherová z konzervativní strany.

### Francie[4]
Francouzské národní shromáždění může hlasovat o vyjádření nedůvěry vládě za předpokladu, že jej podpoří minimálně jedna desetina všech poslanců. Pokud se tak stane a návrh dostatečnou podporu skutečně získá, je povinností vyplývající z ústavy počkat 48 hodin před samotným hlasováním o vyslovení nedůvěry. K vyslovení dojde při kladném vyjádření absolutní většiny všech poslanců. Pokud je vládě nakonec vyslovena nedůvěra, premiér podává demisi za sebe i za vládu prezidentovi republiky. Posledním vyslovením nedůvěry byl v roce 1962 postižen Georges Pompidou. Za normálních okolností by vláda podala demisi prezidentovi, zde ovšem De Gaulle místo toho rozpustil Národní shromáždění, dle článku 12 ústavy a nechal Pompidoua jakožto předsedu vlády.

### Itálie[6]
K tomu, aby byla vláda důvěryhodnou, potřebuje, na rozdíl od výše popsaných států, souhlas obou komor parlamentu. V případě nedůvěry je ale potřeba pouze názor dolní komory. Pro vznesení hlasování o nedůvěře vlády je potřeba alespoň jedna desetina ze všech 630 poslanců. Při podpoře návrhu je podle ústavy nutno počkat 3 dny před samotným hlasováním o nedůvěře. K vyslovení nedůvěry stačí prostá většina, tedy pouze většina všech přítomných poslanců[M5] . Nejnovější případ vyslovení nedůvěry byl v roce 2008, kdy tehdejší premiér Romano Prodi ztratil důvěru senátu.